# Жарковский
Жарко́вский — посёлок городского типа, административный центр Жарковского района Тверской области России. 
Вместе с двумя сельскими населёнными пунктами образует городское поселение посёлок Жарковский.

## География
Расположен на реке Межа (приток Западной Двины), в 324 км к юго-западу от областного центра.

## История
Основан как посёлок Жарки в 1920-е годы на месте деревень Жарки, Борки и Волнушки в связи с развитием лесной промышленности. Промышленное развитие началось с открытием железной дороги в 1930-е годы. Статус посёлка городского типа — с 1950.

## Население
| 1959  | 1970  | 1979  | 1989  | 2002  | 2006  | 2009  |
| ----- | ----- | ----- | ----- | ----- | ----- | ----- |
| 7488  | ↗7815 | ↘6911 | ↘6491 | ↘4993 | ↘4700 | ↘4469 |
| 2010  | 2012  | 2013  | 2014  | 2015  | 2016  | 2017  |
| ↘4014 | ↘3879 | ↘3794 | ↘3663 | ↘3558 | ↘3363 | ↘3237 |
| 2018  | 2019  | 2020  | 2021  |       |       |       |
| ↘3139 | ↘3020 | ↘2940 | ↗2952 |       |       |       |

Национальный состав
По итогам переписи населения 2020 года проживали следующие национальности (национальности менее 0,1 % и другое, см. в сноске к строке «Другие»):
| Национальность | Численность, чел. | Доля     |
| -------------- | ----------------- | -------- |
| Русские        | 2872              | 97,29 %  |
| Украинцы       | 8                 | 0,27 %   |
| Другие         | 72                | 2,44 %   |
| Итого          | 2952              | 100,00 % |

## Транспорт
В посёлке расположена железнодорожная станция Жарковский, конечная на ветке от станции Земцы на линии Москва — Рига (пригородное сообщение осуществляется на 2022 год два раза в неделю, по средам и воскресеньям, хотя ещё в 1982 году пассажирский поезд ходил трижды в сутки).
Пригородное автобусное сообщение с Полоска (маршрут №1), Кривые Луки (маршрут №2), Данилино (маршрут №3), Гороватки (маршрут №4), Кащёнки (маршрут №5). Междугороднее автобусное сообщение с Западной Двиной (маршруты №367 и 510), Тверью и Смоленском.
Продолжение ветки в сторону Смоленска имеется только на 4 километра, до посёлка Кривая, не используется с 2013 года. Далее в сторону Смоленска железная дорога не используется с 1995 года и разобрана к 2004 году.

## Экономика
Деревообрабатывающий комбинат (градообразующее предприятие: работает более четверти трудоспособного населения), леспромхоз, лесхоз, молочный завод (по состоянию на 2010 год не работал).
Распоряжением Правительства РФ от 29 июля 2014 года № 1398-р «Об утверждении перечня моногородов» пгт включён в категорию «Монопрофильные муниципальные образования Российской Федерации (моногорода) с наиболее сложным социально-экономическим положением».